# Porto de Santarém
O Porto de Santarém é um porto fluvial brasileiro de médio porte, localizado no município de Santarém, no estado do Pará. Ocupa o 23º lugar no ranking de portos brasileiros, tendo movimentado US$ 517,73 milhões em transações internacionais no ano de 2007. Nove estados realizaram trocas comerciais por meio deste porto, três deles em sua hinterlândia. Possui baixo valor agregado médio das mercadorias transacionadas (US$ 77,91/t). Quatro setores de atividades estão no porfólio de mercadorias deste porto e dois deles se destacam, com mais de US$ 100 milhões negociados: agroindustria e madeira, com US$ 330,46 milhões e produtos minerais, com US$ 187,24 milhões negociados.
Foi inaugurado em 11 de fevereiro de 1970 em uma área de 500.000 m². Anteriormente, o município realizava suas atividades portuárias em condições precárias no antigo Trapiche Municipal. Está localizado à margem direita do Rio Tapajós, próximo à sua confluência com o Rio Amazonas. É administrado pela Companhia Docas do Pará por meio de jurisdição federal.

## Acesso
O acesso fluvial se realiza através dos rios Tapajós e Amazonas, permitindo o seu Porto acostagem de navios com calado de 10 m no período de maior estiagem e de até 16 m no período de cheia do rio (março e setembro). Entretanto, o calado do Porto é limitado pela Barra Norte do Rio Amazonas (11,50 m).
Já o acesso rodoviário é realizado pelas BR-163 (Cuiabá-Santarém) e BR-230 (Transamazônica).

## Estrutura do Cais
O Porto dispõe de uma extensão acostável de 520 metros, da qual 380 metros no Píer, podendo receber navios de até 18.000 TDW. O atendimento de pequenas embarcações, abundantes naquela região, é feito no cais marginal que é constituído de rampas e patamares.
O tabuleiro, as longarinas e as transversinas do Píer são em concreto armado. O apoio é em estacas pré- moldadas com seção de 45 cm X 45 cm, também em concreto armado.

## Movimentação de Carga
No Porto de Santarém predominam a descarga - "importação"- e a navegação fluvial. A maior movimentação - mercado interno - é a carga geral, onde se destacam os gêneros alimentícios e inflamáveis. No mercado externo predomina a madeira.

### Carga Predominante
- Madeira
- Óleo diesel
- Gasolina comum
- Jet-al
- Farinha de mandioca

## Instalações
Além de contar com área de retroporto preparada para receber a implantação de projetos para o escoamento da produção de grãos do centro-oeste, o Porto possui dois armazéns com área total de 3.000 m², quatro galpões sem fechamento lateral com área de 2.400 m², pátios pavimentados com 10.000 m² de área, estação de passageiros. Também, se encontram modernas instalações para armazenamento de inflamáveis líquidos.